# Convenzione sulla prevenzione degli incidenti industriali maggiori, 1993
La Convenzione sulla prevenzione degli incidenti industriali maggiori, 1993 è la convenzione n. 174 dell'Organizzazione internazionale del lavoro (ILO), adottata il 22 giugno 1993, a seguito della riunione del 2 giugno 1993 a Ginevra della Conferenza generale dell'Organizzazione internazionale del lavoro, nel corso della sua 80ª sessione.

## Ratifiche
A giugno 2023, la convenzione era stata ratificata da 19 Stati.